# Parkhotel Den Haag
Het Parkhotel Den Haag is gevestigd aan de Molenstraat in het centrum van Den Haag. Het hotel heeft vier sterren en behoort sinds 2018 bij de hotelketen EHPC.

## Geschiedenis
Molenstraat 53 was vroeger een school. In 1912 verhuisde hotel-restaurant Pomona van de Haagse Nieuwstraat naar dit adres. Pomona opende er in 1913 het eerste vegetarisch restaurant van Den Haag.
Onder filosofen is het hotel in Den Haag bekend als de locatie waar Bertrand Russell en Ludwig Wittgenstein in december 1919 hun eerste naoorlogse ontmoeting hadden. Ze bespraken er het manuscript van Wittgenstein's Tractatus Logico-Philosophicus.
Hotel Pomona werd in 1949 omgedoopt tot Parkhotel. De naam 'Parkhotel de Zalm' ontstond in 1968 toen het op Molenstraat 49 gesitueerde Hotel de Zalm werd ingelijfd. In 1972 nam de stichting Levi Lassen beide hotels over. 'De Zalm' verdween in 1987 uit de naam, die werd nu 'Parkhotel Den Haag'. 
Het door een leerling van Berlage ontworpen monumentale trappenhuis uit 1912 werd in 2003 gerestaureerd. Sinds de renovatie van het hotel in 2010 beschikt het over 120 kamers. Aan de achterzijde heeft men vanuit het gebouw zicht op de tuin van Paleis Noordeinde.
Op 12 mei 2012 werd het 100-jarig bestaan van het hotel gevierd.